# Carrières-sous-Poissy
Carrières-sous-Poissy ist eine Gemeinde mit 19.951 Einwohnern (Stand: 1. Januar 2022) im Département Yvelines in der Region Île-de-France in Frankreich. Die Gemeinde gehört zum Arrondissement Saint-Germain-en-Laye und ist Teil des Kantons Poissy. Die Einwohner werden Carriérois genannt.

## Geographie
Carrières-sous-Poissy liegt am rechten Ufer der Seine, etwa neun Kilometer nordwestlich von Saint-Germain-en-Laye. Im Norden ist es begrenzt von Chanteloup-les-Vignes, Andrésy und Achères im Nordosten, Poissy im Osten und Süden, im Südwesten von Villennes-sur-Seine und Triel-sur-Seine im Nordwesten.

## Sehenswürdigkeiten
- Château Champfleury und Château Vanderbilt
- Kirche Saint-Joseph
- Rathaus und die fünf Mairies
- Brücke von 1162 nach Poissy
- Die Île de la Dérivation in der Seine
- Das Automuseum Collection de l’Aventure Automobile à Poissy (vor allem Simca)

## Gemeindepartnerschaften
Partnerstadt von Carrières-sous-Poissy ist Khénifra in Marokko.

## Persönlichkeiten
- Octave Mirbeau (1848–1917), Schriftsteller, lebte eine Zeitlang in Carrières-sous-Poissy
- Georges Manzana-Pissarro (1871–1961), Maler des Impressionismus
- Saturnin Fabre (1884–1961), Schauspieler